# 上佩尔富斯
上佩尔富斯是奥地利蒂罗尔州因斯布鲁克兰县的一个市镇。总面积15.29平方公里，总人口2815人，人口密度184.1人/平方公里（2011年）。